# Ahumada (Chihuahua)
Pour les articles homonymes, voir Ahumada.
Ahumada est une municipalité de l'État de Chihuahua, au Mexique. Elle couvre une superficie de 17 131,5 km2 et compte 12 568 habitants en 2015.